# Litynský rajón
Litynský rajón (ukrajinsky Літинський район) byl rajón ve Vinnycké oblasti na Ukrajině. Hlavním městem byl Lityn a rajón měl přibližně 35 tisíc obyvatel. 

## Sídla v rajónu
- Lityn